# العلاقات البرازيلية الفنلندية
العلاقات البرازيلية الفنلندية هي العلاقات الثنائية التي تجمع بين البرازيل وفنلندا.

## مقارنة بين البلدين
هذه مقارنة عامة ومرجعية للدولتين:
| وجه المقارنة                                              | البرازيل | فنلندا                                                                               |
| --------------------------------------------------------- | --- | ------------------------------------------------------------------------------------ |
| المساحة (كم2)                                             | 8.52 مليون | 338.42 ألف                                                                           |
| عدد السكان (نسمة)                                         | 202.66 مليون | 5.52 مليون                                                                           |
| الكثافة السكانية (ن./كم²)                                 | 23.79 | 16.31                                                                                |
| العاصمة                                                   | برازيليا، ريو دي جانيرو | هلسنكي                                                                               |
| اللغة الرسمية                                             | برتغالية برازيلية، Brazilian Sign Language ‏ | اللغة الفنلندية، اللغة السويدية                                                      |
| العملة                                                    | ريال برازيلي، كروزيرو ريال برازيلي ‏، كروزيرو البرازيلية (1990–1993)، البرازيلي كروزادو نوفو، كروزادو برازيلي، cruzeiro ‏، كروزيرو البرازيلية (1942–1967)، الريال البرازيلي (قديم) | يورو، ماركا فنلندية                                                                  |
| الناتج المحلي الإجمالي (بليون دولار)                      | 2.06 تريليون | 251.88 مليار                                                                         |
| الناتج المحلي الإجمالي (تعادل القوة الشرائية) بليون دولار | 3.22 تريليون | 231.84 مليار                                                                         |
| الناتج المحلي الإجمالي الاسمي للفرد دولار أمريكي          | 8.54 ألف | 42.31 ألف                                                                            |
| الناتج المحلي الإجمالي للفرد دولار أمريكي                 | 15.89 ألف | 40.68 ألف                                                                            |
| مؤشر التنمية البشرية                                      | 0.754 | 0.883                                                                                |
| رمز المكالمات الدولي                                      | +55 | +358                                                                                 |
| رمز الإنترنت                                              | .br | .fi                                                                                  |
| المنطقة الزمنية                                           | | ت ع م+02:00، ت ع م+03:00، أوروبا/هلسنكي ‏، توقيت شرق أوروبا، توقيت شرق أوروبا الصيفي ‏ |

## منظمات دولية مشتركة
يشترك البلدان في عضوية مجموعة من المنظمات الدولية، منها:
| علم المنظمة | اسم المنظمة                        | تاريخ انضمام البرازيل | تاريخ انضمام فنلندا |
| ----------- | ---------------------------------- | --------------------- | ------------------- |
|             | البنك الدولي للإنشاء والتعمير      | 14 يناير 1946         | 14 يناير 1948       |
|             | يونسكو                             | 4 نوفمبر 1946         | 10 أكتوبر 1956      |
|             | الاتحاد البريدي العالمي            | ?                     | ?                   |
|             | البنك الإفريقي للتنمية             | ?                     | ?                   |
|             | نظام تحكم تكنولوجيا القذائف        | 1995                  | 1991                |
|             | منظمة الشرطة الجنائية الدولية      | ?                     | ?                   |
|             | الأمم المتحدة                      | 24 أكتوبر 1945        | 14 ديسمبر 1955      |
|             | مؤسسة التنمية الدولية              | 15 مارس 1963          | 29 ديسمبر 1960      |
|             | المرصد الأوروبي الجنوبي            | 2010                  | 2004                |
|             | منظمة التجارة العالمية             | ?                     | 1995                |
|             | وكالة ضمان الاستثمار متعدد الأطراف | 7 يناير 1993          | 28 ديسمبر 1988      |
|             | الاتحاد الدولي للاتصالات           | 4 يوليو 1877          | 1 سبتمبر 1920       |
|             | مجموعة الموردين النوويين           | ?                     | ?                   |
|             | مؤسسة التمويل الدولية              | 31 ديسمبر 1956        | 20 يوليو 1956       |
|             | الفريق المعني برصد الأرض           | ?                     | ?                   |
|             | منظمة حظر الأسلحة الكيميائية       | ?                     | ?                   |

## وصلات خارجية
- موقع وزارة الخارجية البرازيلية
- موقع وزارة الخارجية الفنلندية